# Distrito Central
Distrito Central è una municipalità dell'Honduras, capoluogo del dipartimento di Francisco Morazán; si tratta in effetti dell'unione, sotto un'unica amministrazione, di Tegucigalpa e Comayagüela, le due città che congiuntamente formano la capitale del paese.
Fu un decreto del 30 gennaio 1937 a stabilire la creazione del Distrito Central quale unione dei preesistenti comuni di Tegucigalpa e Comayagüela.